# 윤명준
윤명준(尹明準, 1989년 6월 18일 ~ )은 전 KBO 리그 롯데 자이언츠의 투수이자, 현 동의대학교 야구부의 투수코치이다.

## 선수 시절

### 두산 베어스시절

#### 2012 시즌
1라운드 지명을 받아 계약금 2억원의 조건으로 입단했다. 입단 후 곧바로 팔꿈치 수술을 해 재활했다. 한화 이글스와의 경기에서 김태균과 13구까지 가는 승부를 펼치다가 적시타를 허용하고 2군으로 내려갔다.

#### 2013 시즌
4월 10일 KIA전에서 구원 등판해 나지완에게 끝내기 안타를 허용하고 데뷔 첫 패전 투수가 됐다.
5월 21일 넥센전에서 구원 등판해 유한준을 몸에 맞는 볼로 출루시켜 경고를 받았고 다음 타자인 김민성에게도 몸에 맞는 볼을 허용해 바로 퇴장됐다. 공을 몸에 맞은 김민성이 화를 참지 못하고 그에게 걸어가려하자 당시 포수였던 양의지가 말리며 벤치 클리어링이 일어났다. 경기 후 벌금 200만원, 8경기 출장 정지 징계를 받았다. 하지만 징계 기간은 1군 엔트리에 있어야 경과됐고 당시 감독이었던 김진욱은 그의 활약을 기대하고 있었기에 그를 1군에 잔류시켜 조기에 출장 정지가 풀리도록 조치했다.
8월 6일 넥센 히어로즈와의 경기에서 데뷔 첫 승을 기록했다. 이후 팀의 필승조로 활약했고, 종종 정재훈을 대신해 마무리로 등판했다.
후반기 활약으로 그 해 준플레이오프 1차전부터 출전했다. 준플레이오프에서는 4차전을 제외하고 모두 등판했으며, 1차전에서는 9회까지 승계 주자 2명을 보내고 강판됐는데 마무리 투수였던 정재훈이 이택근에게 끝내기 안타를 허용하며 패전 투수가 됐다. 2차전에서는 아웃 카운트를 한 개도 잡지 못한 채 승계 주자만 남기고 강판됐고, 3차전에서는 3이닝을 소화했다. 최종전에서 연장 13회까지 가는 접전 끝에 3년 만에 팀이 플레이오프를 통과하는데 큰 기여를 했고, 포스트시즌에서 정재훈, 홍상삼이 부진한 와중에 호투를 펼쳤다.
시즌 후 연봉 2,400만원에서 약 135%(3,300만원) 오른 5,700만원에 계약했다.

#### 2014 시즌
가끔 기복있는 모습을 보였지만 팀에 없어서는 안 될 투수로 자리잡았다. 그는 팀 불펜진이 무너짐에 따라 많은 경기에 나와 연투를 했다. 이 시즌에 데뷔 최다 이닝과 최다 탈삼진을 기록했다.

#### 2015 시즌
2014년 시즌 후 송일수가 감독직에서 물러나고 김태형 감독 체제로 바뀌었고, 마무리 투수를 구상하던 중 마무리 투수로 노경은을 물망에 올렸으나 결국 그가 마무리 투수로 낙점됐다. 시범 경기에서는 초반에는 캠프 당시 부상으로 인해 2군에서 시작했으나 막바지에 컨디션 조절 차원에서 1군으로 올라와 3경기에 출장했고, 안정적인 모습을 보여줬다. 그러나 시즌 중 난조를 보여 결국 마무리 보직을 이현승에게 넘겼다.

#### 2016 시즌
시즌 55경기에 출전해 4승, 11홀드, 2세이브를 기록했다.

### 상무 야구단시절
2016년 12월 12일에 입대하였다.

### 두산 베어스복귀
2018년에 복귀하였다. 2022년 시즌 후 방출됐다.

### 롯데 자이언츠시절
2022년 11월에 입단하였다. 2023년 10월에 방출됐다.

## 야구선수 은퇴 후
2024년부터 동의대학교 야구부의 투수코치로 활동한다.

## 별명
- 상대 팀 주자를 출루시키며 불안한 모습을 보일 때 '윤명 교향곡'이라고 불린다.

## 출신 학교
- 광주서석초등학교
- 광주동성중학교
- 광주동성고등학교
- 고려대학교

## 통산 기록
| 연도 | 팀명   | 평균자책점 | 경기 | 완투 | 완봉 | 승 | 패 | 세 | 홀 | 승률  | 타자 | 이닝 | 피안타 | 피홈런 | 볼넷 | 사구 | 탈삼진 | 실점 | 자책점 |
| ---- | ------ | ---------- | ---- | ---- | ---- | -- | -- | -- | -- | ----- | ---- | ---- | ------ | ------ | ---- | ---- | ------ | ---- | ------ |
| 2012 | 두산   | 20.25      | 3    | 0    | 0    | 0  | 0  | 0  | 0  | 0.000 | 12   | 1⅓   | 5      | 0      | 3    | 0    | 0      | 3    | 3      |
| 2013 | 두산   | 4.00       | 34   | 0    | 0    | 4  | 1  | 4  | 7  | 0.800 | 196  | 45   | 50     | 0      | 15   | 4    | 35     | 20   | 20     |
| 2014 | 두산   | 5.27       | 61   | 0    | 0    | 7  | 3  | 0  | 16 | 0.700 | 308  | 71⅔  | 78     | 10     | 23   | 1    | 55     | 44   | 42     |
| 2015 | 두산   | 3.97       | 60   | 0    | 0    | 4  | 6  | 6  | 7  | 0.400 | 302  | 68   | 72     | 9      | 30   | 5    | 48     | 33   | 30     |
| 2016 | 두산   | 3.95       | 55   | 0    | 0    | 4  | 0  | 2  | 11 | 1.000 | 239  | 57   | 51     | 5      | 17   | 3    | 39     | 25   | 25     |
| 2019 | 두산   | 2.63       | 69   | 0    | 0    | 6  | 2  | 1  | 14 | 0.750 | 279  | 68⅓  | 63     | 3      | 20   | 3    | 40     | 23   | 20     |
| 2020 | 두산   | 4.83       | 42   | 0    | 0    | 1  | 0  | 2  | 7  | 1.000 | 185  | 41   | 51     | 4      | 13   | 1    | 20     | 24   | 22     |
| 2021 | 두산   | 4.73       | 45   | 0    | 0    | 1  | 0  | 0  | 1  | 1.000 | 208  | 45⅔  | 53     | 3      | 20   | 4    | 26     | 28   | 24     |
| 2022 | 두산   | 8.46       | 20   | 0    | 0    | 1  | 1  | 0  | 0  | 0.500 | 109  | 22⅓  | 33     | 8      | 8    | 1    | 15     | 24   | 21     |
| 2023 | 롯데   | 6.52       | 21   | 0    | 0    | 0  | 1  | 0  | 5  | 0.000 | 98   | 19⅓  | 31     | 4      | 10   | 4    | 11     | 14   | 14     |
| 통산 | 10시즌 | 4.52       | 410  | 0    | 0    | 28 | 14 | 15 | 68 | 0.667 | 1936 | 439⅔ | 487    | 46     | 159  | 26   | 289    | 238  | 221    |